# 媒體列表
以下是世界各地主要媒體列表。

## 马来西亚

### 电视台
- 参见：马来西亚广播电视台
- DidikTv
- 八度空间
- Astro

### 电台
- 参见：马来西亚电台列表

### 报刊
参见：马来西亚报纸列表

## 中國大陸
- 参见：中华人民共和国电视台列表
- 參見：中华人民共和国广播电台列表
- 參見：中国大陆报纸列表

## 香港
- 參見：香港電視台列表
- 參見：香港廣播電台列表
- 參見：香港報紙列表

### 報章
收費：
- 蘋果日報 (香港)（2021年6月22日起，已結束營運[1]）
- 東方日報 (香港)
- 星島日報
- 明報
- 信報
- 成報
- 香港商報
- 文匯報 (香港)
- 大公報
- 香港經濟日報
- HK01

免費：
- 頭條日報
- am730
- 香港仔 (報紙)

### 電視

#### 免費電視台
- 亞洲電視（2016年4月1日牌照屆滿而停播）
- 電視廣播有限公司（無綫電視）
- 港台電視（香港電台）
- 香港電視網絡（香港電視HKTV，以網路傳輸技術提供免費節目，因此無需領牌，已停播，而轉營商店HKTV Mall）
- 香港電視娛樂（電訊盈科屬下機構）
- 有線寬頻開電視（有线宽频屬下機構）

#### 收費電視台
- 有線電視（已停播）
- now TV
- 香港寬頻bbTV（界定為互聯網電視，所以毋需領取電視台牌照，亦不受《廣播條例》監管，已停播）
- 無綫網絡電視（已停播）

### 電台

#### 免費廣播電台
- 香港電台
- 商業電台
- 新城電台

## 澳門
- 參見：澳門報紙列表

### 電視

#### 免費電視台
- 澳門廣播電視股份有限公司

#### 收費電視台
- 澳門有線電視（ch1 ch2 ch3 ch33）

### 電台
- 澳門電台 （由澳門廣播電視股份有限公司經營）
- 綠邨電台

## 台灣

### 報紙
- 自由時報
- 蘋果日報(2021年6月23日，宣布結束營運[2])
- 聯合報
- 經濟日報
- 中國時報
- 聯合報
- 工商時報

### 電視台
無線電視：
- 臺灣電視公司
- 中國電視公司
- 中華電視公司
- 民間全民電視公司
- 公共電視台
- 客家電視台
- 原住民族電視台

有線電視/寬頻電視/衛星電視：
- 三立電視
- 壹電視
- TVBS
- 東森電視
- 緯來電視網
- 八大電視
- 年代電視
- 非凡電視
- 靖天電視
- 愛爾達電視
- 福斯傳媒集團
- 亞洲衛星電視
- 霹靂衛星電視台
- 國興衛視
- 人間衛視
- 大愛電視
- 好消息衛星電視台
- 華藏衛星電視台
- 十方法界弘法衛星電視臺
- 生命電視台
- 新眼光電視台
- 新唐人亞太電視台
- 華人衛星網路股份有限公司

### 通訊社
- 中央通訊社

### 網路媒體(新聞類)
- 新頭殼
- 中天電視
- 中時新聞網
- 風傳媒
- 民報
- 苦勞網
- 焦點事件
- NOWnews
- ETtoday 東森新聞雲
- 壹蘋新聞網
- 關鍵評論網
- eTV行動傳媒
- 臺灣導報 （页面存档备份，存于）

### 網絡媒體(健康類)
- 早安健康 （页面存档备份，存于）
- 康健雜誌 （页面存档备份，存于）
- 療日子健康網 （页面存档备份，存于）
- Heho健康網 （页面存档备份，存于）
- 健康醫療網 （页面存档备份，存于）

## 韓國

### 韓國報紙
- 首尔新闻
- 朝鮮日報
- 東亞日報
- 京鄉新聞
- 韓國日報
- 中央日報
- 韓民族日報
- 國民日報
- 世界日報
- 文化日報
- 毎日經濟新聞
- 韓國經濟新聞
- 首尔經濟

### 韓國電視台
無線電視台：
1. 韓國放送公社(KBS)
2. SBS(首爾放送)
3. 文化放送(MBC)
4. 韓國教育放送公社（EBS）

有線電視台：
1. 中央東洋廣播公司(JTBC)

第一批私營地方電視台，建立於1995年:
1. 釜山放送（PSB）：現已改名為KNN（Korea New Network）。
2. 大邱放送（TBC）
3. 光州放送（KBC）：1995年5月14日開播（電視）
4. 大田放送（TJB）

第二批私營地方電視台，建立於1997年:
1. 蔚山放送（UBC）
2. 全州放送（JTV）
3. 清州放送（CJB）

- 江原民放（G1）：2001年開播
- 济州国际自由都市放送（JIBS）：2002年開播
- OBS京仁TV：2007年12月開播

## 日本

### 免費電視頻道
- 日本放送協會（NHK；全國性電視網）
- 日本電視台（日本テレビ放送網；旗下的電視網代號是NNN、NNS）
- 富士電視台（フジテレビジョン；旗下的電視網代號是FNN、FNS）
- TBS電視台（TBS；旗下的電視網代號是JNN）
- 朝日電視台（テレビ朝日；旗下的電視網代號是ANN）
- 東京電視台（テレビ東京；旗下的電視網代號是TXN）

### 收費電視頻道 / 衛星電視頻道
- NHK衛星第1頻道
- NHK衛星第2頻道
- NHK數位衛星高清頻道
- BS日本
- BS朝日
- BS-i
- BS JAPAN
- BS富士
- WOWOW
- Sky PerfecTV!

## 新加坡
- 参见：新加坡电视频道列表
- 參見：新加坡广播电台列表
- 參見：新加坡报章列表

### 报章
- 新加坡报业控股
- 新传媒报业

### 電視

#### 免費電視台
- 新傳媒電視

#### 收費電視台
- 星和視界
- mio TV

### 電台

#### 免費广播電台
- 新傳媒電台
- 新加坡报业控股電台
- 新加坡武装部队战备军协電台

#### 收費广播電台
- 丽的呼声電台

## 美國
- ABC（美國廣播公司）
- NBC（全國廣播公司）
- CBS（哥倫比亞廣播公司）
- PBS（公共廣播協會）
- CNN（有線電視新聞網）
- FOX（福克斯電視網）
- TBS（透納廣播網）
- MTV（音樂電視網）
- HBO（家庭影院）

## 澳洲
- 澳洲廣播公司（ABC）
- 特別廣播協會（SBS）
- 七號電視網
- 九號電視網
- 十號電視網

## 英國
- 英國廣播公司（BBC）
- 天空電視台（Sky）
- 衛報（Guardian）
- 每日電訊報（The Telegraph）
- 太陽報 (英國)（The Sun）
- 鏡報（The Mirror）
- 獨立報（The Independent）

## 法國
- 法新社
- 法國24（France 24）

## 俄羅斯
- 第一频道（C1R）
- 全俄国家电视广播公司（VGTRK）
- 俄罗斯公共电视台（OTR）
- 红星电视台（Zvezda）
- RT電視台（RT）
- 俄新社

## 卡塔爾
- 半島電視台（Al Jazeera）